# Семенов, Сергей Михайлович
Сергей Михайлович Семенов (род. 21 июля 1948 года, Москва) — российский учёный, специалист в областях климатологии, физики атмосферы, экологии. Доктор физико-математических наук (1985), профессор (1997), главный научный сотрудник Лаборатории антропогенных изменений климатической системы (ЛАИКС) Института географии РАН, является официальным представителем России в МГЭИК и членом её бюро.
Прошёл путь от младшего научного сотрудника до директора Института глобального климата и экологии, с августа 2017 г. его научный руководитель.
Заслуженный деятель науки Российской Федерации (2008). Член-корреспондент РАН с 2022 года.

## Биография
Окончил механико-математический факультет МГУ (1970) и тогда же поступил в аспирантуру при нём, в 1973 г. защитил кандидатскую диссертацию в области физико-математических наук. Достиг учёного звания старшего научного сотрудника. Под его началом защищены шесть кандидатских диссертаций.
С 1988 года ведущий автор, с 2003 года координирующий ведущий автор, с 2008 года вице-председатель Рабочей группы II и член Бюро МГЭИК, также с 2014 года представитель Российской Федерации в МГЭИК.
Член Московского математического общества, Российского национального комитета по теоретической и прикладной механике.
Действительный член Российской экологической академии (2001).
С 2015 года главный редактор научного журнала «Фундаментальная и прикладная климатология».
Член редколлегии научного журнала «Метеорология и гидрология» (с 2014).

## Награды и премии
- Заслуженный деятель науки Российской Федерации (2008)
- Благодарность Президента Российской Федерации (5 февраля 2024 года) — за заслуги в развитии отечественной науки, многолетнюю плодотворную деятельность и в связи с 300-летием со дня основания Российской академии наук[2]

Отмечен также ведомственными премиями Росгидромета:
- премией имени академика Е. К. Фёдорова (2000),
- премией им. А. И. Воейкова (2014).

## Научные труды
Автор более 190 научных работ, в частности, пяти монографий.

### Книги
- Тропосферный озон и рост растений в Европе / С. М. Семенов, И. М. Кунина, Б. А. Кухта. — М. : Метеорология и гидрология, 1999. — 207 с. : ил., табл.; 22 см; ISBN 5-7699-0009-1
- Парниковые газы и современный климат Земли / С. М. Семенов. — М. : Метеорология и гидрология, 2004. — 175 с. : ил., табл.; 22 см.
- Выявление климатогенных изменений / С. М. Семенов, В. В. Ясюкевич, Е. С. Гельвер. — Москва : Метеорология и гидрология, 2006 (Обнинск : Фабрика офсетной печати). — 324 с. : ил., табл.; 21 см.

### Научно-популярные выступления
- Математические методы экологического прогнозирования / М. Я. Антоновский д. ф.-м. н., С. М. Семенов к. ф.-м. н. — Москва : Знание, 1978. — 64 с. : ил.; 20 см. — (Новое в жизни, науке, технике. Серия «Математика, кибернетика». № 8)[3].

### Избранные статьи
К наиболее цитируемым статьям автора по данным РИНЦ (см. ссылки) относятся следующие:
- Специальный доклад межправительственной группы экспертов по изменению климата "Глобальное потепление на 1.5°С" / Гладильщикова А.А., Дмитриева Т.М., Семенов С.М. // Фундаментальная и прикладная климатология. 2018. Т. 4. С. 5-18.
- Межправительственная группа экспертов по изменению климата (МГЭИК): цикл шестого оценочного доклада / Гладильщикова А.А., Семенов С.М. // Фундаментальная и прикладная климатология. 2017. Т. 2. С. 13-25.
- Оценка возможного расширения климатического ареала итальянского пруса в России в XXI в. в условиях прогнозируемых изменений климата / Попова Е.Н., Семенов С.М., Попов И.О. // Метеорология и гидрология. 2016. № 3. С. 82-88.
- Emergent risks and key vulnerabilities / Oppenheimer M., Luber G., O’Neill B., Licker R., Hsiang S., Campos M., Warren R., Birkmann J., Takahashi K., Brklacich M., Semenov S. // В книге: Climate Change 2014 Impacts, Adaptation and Vulnerability: Part A: Global and Sectoral Aspects. 2015. С. 1039-1100. (158 цит.)
- Второй оценочный доклад Росгидромета об изменениях климата и их последствиях на территории Российской федерации / Алексеев Г.В., Ананичева М.Д., Анисимов О.А., Ашик И.М., Бардин М.Ю., Богданова Э.Г., Булыгина О.Н., Георгиевский В.Ю., Груза Г.В., Данилов А.И., Ерёмина Т.Р., Золотокрылин А.Н., Кароль И.Л., Катцов В.М., Корзухин М.Д., Костяной А.Г., Кренке А.Н., Малкова Г.В., Мелешко В.П., Мещёрская А.В. и др. // Федеральная служба по гидрометеорологии и мониторингу окружающей среды. Москва, 2014. (637 цит.)
- Современные и ожидаемые изменения границ климатического ареала колорадского жука в России и соседних странах / Попова Е.Н., Семенов С.М. // Метеорология и гидрология. 2013. № 7. С. 103-110.
- Методы оценки последствий изменения климата для физических и биологических систем / Анисимов О.А., Борщ С.В., Георгиевский В.Ю., Инсаров Г.Э., Кобышева Н.В., Костяной А.Г., Кренке А.Н., Семенов С.М., Сиротенко О.Д., Фролов И.Е., Хлебникова Е.И., Шерстюков Б.Г., Ананичева М.Д., Анохин Ю.А., Асарин А.Е., Асмус В.В., Болгов М.В., Борисова О.К., Величко А.А., Григорьев А.В. и др. // Институт глобального климата и экологии Федеральной службы по гидрометеорологии и мониторингу окружающей среды и Российской академии наук. Москва, 2012. (123 цит.)
- Природные экосистемы суши / Инсаров Г.Э., Борисова О.К., Корзухин М.Д., Кудеяров В.Н., Минин А.А., Ольчев А.В., Семенов С.М., Сирин А.А., Харук В.И. // В книге: Методы оценки последствий изменения климата для физических и биологических систем.  Анисимов О.А., Борщ С.В., Георгиевский В.Ю., Инсаров Г.Э., Кобышева Н.В., Костяной А.Г., Кренке А.Н., Семенов С.М., Сиротенко О.Д., Фролов И.Е., Хлебникова Е.И., Шерстюков Б.Г., Ананичева М.Д., Анохин Ю.А., Асарин А.Е., Асмус В.В., Болгов М.В., Борисова О.К., Величко А.А., Григорьев А.В. и др.   Институт глобального климата и экологии Федеральной службы по гидрометеорологии и мониторингу окружающей среды и Российской академии наук. Москва, 2012. С. 190-265.
- Устойчивость земледелия и риски в условиях изменения климата / Романенко Г.А., Завалин А.А., Якушев В.П., Кирюшин В.И., Бедрицкий А.И., Вильфанд Р.М., Страшная А.И., Свинцов И.П., Кулик К.Н., Харитонов Е.М., Израэль Ю.А., Семенов С.М., Захаренко В.А., Павлюшин В.А., Абалдов А.Н., Абашина Е.В., Алексахин Р.М., Анисимова Т.Ю., Антонов С.А., Батовская Е.К. и др. // Резюме коллективной монографии / Российская Академия сельскохозяйственных наук Отделение земледелия, Отделение мелиорации, водного и лесного хозяйства, Агрофизический научно-исследовательский институт. Санкт-Петербург, 2009. (46 цит.)
- Оценочный доклад об изменениях климата и их последствиях на территории Российской федерации / Семенов С.М., Анисимов О.А., Анохин Ю.А., Болтнева Л.И., Ваганов Е.А., Золотокрылин / А.Н., Израэль Ю.А., Инсаров Г.Э., Кобышева Н.В., Костяной А.Г., Кренке А.Н., Оганесян В.В., Пчёлкин А.В., Ревич Б.А., Семенов В.А., Сиротенко О.Д., Терзиев Ф.С., Фролов И.Е., Хон В.Ч., Цыбань А.В. и др. // Москва, 2008. Том 2. Последствия изменений климата (250 цит.)
- Четвёртый оценочный доклад межправительственной группы экспертов по изменению климата: вклад рабочей группы II / Израэль Ю.А., Семенов С.М., Анисимов О.А., Анохин Ю.А., Величко А.А., Ревич Б.А., Шикломанов И.А. // Метеорология и гидрология. 2007. № 9. С. 5-13. (48 цит.)
- Экологическое нормирование: методология и практика / Израэль Ю.А., Семенов С.М., Кунина И.М. // Проблемы экологического мониторинга и моделирования экосистем. 1991. Т. 13. С. 10-24. (22 цит.)
- Влияние фонового загрязнения природной среды на биоту: проблемы оценки и прогноза / Израэль Ю.А., Филиппова Л.М., Инсаров Г.Э., Семевский Ф.Н., Семенов С.М. // Проблемы экологического мониторинга и моделирования экосистем. 1982. Т. 5. С. 6. (12 цит.)
- О некоторых принципах экологического мониторинга в условиях фонового загрязнения окружающей природной среды / Израэль Ю.А., Филиппова Л.М., Семевский Ф.Н., Семенов С.М., Инсаров Г.Э. // Доклады Академии наук СССР. 1978. Т. 241. № 1. С. 253. (13 цит.)